# Šrobárová
Šrobárová és un poble i municipi d'Eslovàquia que es troba a la regió de Nitra, al sud-oest del país. La primera menció escrita de la vila es remunta al 1921.

## Demografia
| Godina             | 1994 | 2004   | 2014   | 2024   |
| ------------------ | ---- | ------ | ------ | ------ |
| Nombre de persones | 498  | 487    | 508    | 485    |
| Diferència         |      | −2,20% | +4,31% | −4,52% |

| Godina             | 2023 | 2024   |
| ------------------ | ---- | ------ |
| Nombre de persones | 487  | 485    |
| Diferència         |      | −0,41% |